# Hidroboracit
Hidroboracitul este un borat hidratat (de unde și numele), al cărui formulă chimică este CaMgB6O8(OH)6·3(H2O). 

## Istorie
Hidroboracitul a fost descoperit în anul 1836 în Provincia  Atyrau, din Kazahstan.

### Etimologie
Hidroboracitul a fost denumit după componenetele sale chimice din limba greacă: apa 
(hidros) și borul.

## Caracteristici
Hidroboracitul are un habitus acicular, care se prezintă sub aspect de ace lungi și subțiri. Într-o flacără deschisă, un eșantion de hidroboracit va colora flacăra respectivă în verde. În plus, hidroboracitul este insolubil în apă rece. Habitusul poate fi acicular, fibros sau prismatic.

## Origini
Hidroboracitul are origini evaporitice, adică este rezultat în urma evaporării apei sărate. Se găsește asociat cu alte minerale evaporitice, cum ar fi halitul și gipsul.

## Utilizări
Hidroboracitul este o sursă de bor. Aceste element ajută la fabricarea oțelului și a sticlei termorezistente.